# دیگو آبلا
دیگو آبلا (انگلیسی: Diego Abella؛ زادهٔ ۲۲ اکتبر ۱۹۹۸) بازیکن فوتبال اهل مکزیک است که در پست مهاجم برای جگوارس بازی می‌کند.
وی در تیم ملی فوتبال زیر ۲۳ سال مکزیک بازی کرده است.
وی در مسابقات کشوری و بین‌المللی در مجموع برندهٔ ۱ مدال برنز شده است.